# دیوردی گدو
دیوردی گدو (مجاری: Gedó György؛ زادهٔ ۲۳ آوریل ۱۹۴۹) بوکسور اهل مجارستان بود.
وی در مسابقات کشوری و بین‌المللی در مجموع برندهٔ ۳ مدال طلا، ۱ مدال برنز شده‌است.